# 北栄インターチェンジ
北栄インターチェンジ（ほくえいインターチェンジ）は、鳥取県東伯郡北栄町にある、北条湯原道路（北条倉吉道路）のインターチェンジである。所在地が弓原と下神（しもつわ）にまたがる。

## 歴史
- 2007年（平成19年）3月10日 : 北条湯原道路（北条倉吉道路）北条IC - 倉吉IC間開通により供用開始。

## 接続する道路
- 鳥取県道320号羽合東伯線
- 鳥取県道250号亀谷北条線（鳥取県道320号羽合東伯線と重複）

## 料金所
無料区間のため、設置されていない。

## 周辺
- 西日本旅客鉄道（JR西日本）山陰本線 下北条駅
- ENEOS北条SS（ガソリンスタンド）

## 隣
北条湯原道路（北条倉吉道路）
弓原ハーフIC（事業中） - (2) 北栄IC - (3) 北栄南IC